# Саадиты
Саадиты или Садиды (араб. سعديون‎ — sa‘adiyūn) — династия шерифов (шарифов), правившая на территории Магриба (Марокко) с 1509 по 1659 год. С 1509 по 1554 год они правили Южным Марокко, затем до 1603 года всем Марокко, позднее лишь в Фесе и Марракеше.

## История

Государство Саадитов в момент наибольшего расширения

### Происхождение
Саадиты считали, что происходят от пророка Мухаммеда. Родоначальником Саадитов считается Мухаммед ан-Нафса аз-За-кийи из Ямбу — внук имама Хасана, внука Мухаммада. В начале XVI века они жили в Тагмадерте в долине реки Дра. Их родовым замком считается ксар Тидзи, в 10 км к северу от Загоры. Политические противники Саадитов отрицали их происхождение от имама Хасана и возводили их род к кормилице Мухаммеда, Халиме бинт Аби Зу’айб. Саадиты распространили в Магрибе суфизм.

### Приход к власти
Династия Ваттасидов переживала кризис, авторитет правителей падал, не удавалось защитить страну от вторжения португальцев. В это время Саадиты встали во главе восстания, поднятого религиозными братствами и марабутами. Первый саадитский шериф Абу Абдаллах аль-Каим (1509—1517) стал лидером восстания и смог удержать территорию Южного Марокко. Саадитам удалось занять португальский город Агадир, а в 1549 году они смогли свергнуть ваттасидского регента Бу Хассуна. 1549 год считается началом правления династии в Марокко.

### Характеристика правления
Наиболее знаменитым шерифом из династии Саади был Ахмад аль-Мансур (правил 1578—1603), правивший в Марракеше. Ему удалось изгнать португальцев из Марокко, включить в сферу своего влияния империю Сонгай и завоевать её столицу — Тимбукту, а также защитить страну от турецкого завоевания.
Столицей Саадитов сначала был Тарудант, затем Марракеш. В Марракеше сохранились захоронения саадитов.
В правление Саадитов пираты в Сале создали некое подобие автономной республики. Постепенно Марокко утеряло контроль над золотыми копями в Западной Африке. В середине XVII века управление Марокко перешло к династии Алауитов, которая до сих пор находится у власти в стране.

## Правители

### Правители Южного Марокко (1509—1544)
- Абу Абдаллах аль-Каим (правил 1509—1517)
- Ахмад I аль-Арадж (правил 1517—1544)
- Мохаммед II аш-Шейх (правил 1544—1557) (с 1554 года правитель всего Марокко)

### Правители Марокко (1544—1603)
- Мохаммед аш-Шейх
- Абдаллах I аль-Галиб (правил 1557—1574)
- Абу Абдалла Мохаммед II (правил 1574—1576)
- Абу Марван Абд аль-Малик I (правил 1576—1578)
- Ахмад II аль-Мансур (правил 1578—1603)
- Абу Фарес Абдаллах (род. 1564) (правил 1603—1608 в части Марокко)

### Правители Марракеша (1603—1659)
- Зидан Абу Маали (правил 1603—1627)
- Абу Марван Абд аль-Малик II (правил 1627—1631)
- Аль-Валид ибн Зидан (правил 1631—1636)
- Мохаммед аш-Шейх ас-Сегир (правил 1636—1655)
- Ахмад III аль-Аббас (правил 1655—1659)

### ПравителиФеса(1603—1627)
- Мохаммед аш-Шейх эль-Мамун (род. 1560), (правил 1604—1613)
- Абдалла II (правил 1613—1623)
- Абд ал-Малик III (правил 1623—1627)